# Cyklisk matris
En cyklisk matris är en matris där varje rad (och kolonn) är en cyklisk skiftning av elementen i den föregående raden (kolonnen). Cykliska matriser är ett specialfall av Toeplitzmatriser. Cykliska matriser används i samband med diskret Fouriertransform och inom Advanced Encryption Standard.

## Definition
En cyklisk matris C kan skrivas på formen:
{\displaystyle C={\begin{pmatrix}c_{1}&c_{2}&c_{3}&\cdots &c_{n}\\c_{n}&c_{1}&c_{2}&\cdots &c_{n-1}\\\vdots &\vdots &\vdots &\ddots &\vdots \\c_{2}&c_{3}&c_{4}&\cdots &c_{1}\end{pmatrix}}}
så att matrisen C bestäms av den n-dimensionella vektorn bestående av {\displaystyle (c_{1},c_{2},...,c_{n})}. En matris är cyklisk om och endast om den kan skrivas som en summa:
{\displaystyle C=\sum _{k=0}^{n-1}c_{k+1}P^{k}}
där P kallas för en grundläggande cyklisk permutationsmatris och har formen:
{\displaystyle P={\begin{pmatrix}0&1&0&\cdots &0\\0&0&1&\cdots &0\\\vdots &\vdots &\vdots &\ddots &\vdots \\0&0&0&\cdots &1\\1&0&0&0&0\end{pmatrix}}}

## Egenskaper
- Cykliska matriser är normala och har egenvektorer vj:

{\displaystyle \mathbf {v} _{j}={\frac {1}{\sqrt {n}}}{\begin{pmatrix}e^{\frac {2\pi j}{n}}&e^{\frac {4\pi j}{n}}&\cdots &e^{\frac {2\pi jk}{n}}&\cdots &1\end{pmatrix}}^{T}~~~j=0,1,...,n-1}
- Summan och produkten av två cykliska matriser är cykliska matriser och multiplikation mellan cykliska matriser är kommutativ. Alltså bildar mängden av alla n×n-matriser ett n-dimensionellt vektorrum, men även en kommutativ algebra över en kropp.